# Life Gone Wild
Life Gone Wild é o primeiro EP da banda inglesa de rock Asking Alexandria. Foi lançado em 21 de dezembro de 2010, pela gravadora Sumerian Records, e inclui "Breathless", remix em dubstep de "A Single Moment of Sincerity" e "Not the American Average", duas versões covers da banda Skid Row, "18 and Life" e "Youth Gone Wild", e uma versão demo inédita de "I Was Once, Possibly, Maybe, Perhaps a Cowboy King". A arte da capa é semelhante à capa do álbum de estreia autointitulado do Skid Row, lançado em 1989. O título é uma combinação de dois títulos de músicas do Skid Row, "18 and Life" e "Youth Gone Wild".

## Antecedentes
Em uma entrevista à Alternative Press, o guitarrista Ben Bruce demonstrou preocupação com a recepção do EP, questionando se as pessoas iriam gostar dele. Ele mencionou influências do rock clássico dos anos 1980, especificamente nas músicas cover do Skid Row. Ele explicou que os remixes de "Sincerity" e "American Average" foram feitos para "expandir os horizontes e apresentar as pessoas a outro gênero musical que amamos ouvir". A demo de "I Was Once, Possibly, Maybe, Perhaps a Cowboy King" é uma "versão com a qual a maioria das pessoas não estará familiarizada e que você não pode comprar em nenhum outro lugar". Em uma resenha da Blue Devil Hub, Tim Karan escreveu que as músicas no EP eram uma mistura de gêneros, nenhum dos quais parecia se encaixar perfeitamente com a banda.

## Faixas
| N.º | Título                                                      | Duração |  |
| 1.  | "Youth Gone Wild" (cover de Skid Row)                       | 3:17    |  |
| 2.  | "18 and Life" (cover de Skid Row)                           | 3:48    |  |
| 3.  | "A Single Moment of Sincerity" (Bare remix)                 | 3:46    |  |
| 4.  | "Not the American Average" (Voorny remix)                   | 4:21    |  |
| 5.  | "I Was Once, Possibly, Maybe, Perhaps a Cowboy King" (demo) | 4:01    |  |
| 6.  | "Breathless" (demo do álbum Reckless and Relentless)        | 4:07    |  |

## Créditos
Asking Alexandria
- Danny Worsnop - vocal principal, teclado, sintetizadores
- Ben Bruce - guitarra solo, vocal de apoio
- Cameron Liddell - guitarra rítmica, vocal de apoio
- Sam Bettley - baixo
- James Cassels - bateria

Créditos adicionais

Joey Sturgis – produção na versão demo de "Breathless"